# 亀屋
株式会社龜屋（かめや）とは、埼玉県川越市に本社を置く老舗の和菓子メーカー。正しい屋号は「龜屋」であるが、亀屋の表記も用いられる。

## 沿革
信州中野（長野県中野市）出身の初代・山崎嘉七が1783年（天明3年）に、小江戸と呼ばれた川越の現在地で創業した。なお、以後の当主は6代目まで嘉七の名を襲名した。
3代目の時代には川越藩の御用商人を仰せつかるようになった。1847年（弘化4年）には京都嵯峨御所（大覚寺）から「河内大掾」の受領名と「藤原嘉永」という名を賜った。
4代目（山崎豊）は、江戸の菓子屋である壺屋で修行し、亀屋に帰ってきてからは店を江戸風に改造するとともに商品も江戸風に揃えるなどの改革を行い、中興の祖と呼ばれる存在であった。また、幕末期、当主は苗字帯刀を許されるようになった。
明治に入って5代目時代の1903年（明治36年）には、突然変異で誕生したサツマイモの紅赤を薄く切って鉄板の間で焼き、糖蜜と黒胡麻をまぶした初雁焼を作り、川越の名物として人気を博した。また、このころから和菓子だけでなく洋菓子の製造販売をするようになった。
昭和に入って7代目山崎嘉彦の時代には多店舗展開に乗り出し、東京にも進出。池袋の百貨店にテナント入居するなど店舗網を拡大し、8代目山崎嘉正の時代の1991年（平成3年）には45店舗に増えた。その後バブル景気崩壊の影響もあり、10年近くかけて20店ほど閉店させるなど経営の効率化に励んだ。現在は川越市を中心に10数店舗を展開している。

## 主力商品
- 芋せんべいの元祖「初雁焼」の「初雁」の由来は川越城の別名である「初雁城」から。
- 三ツ亀甲のマークの入った「亀の最中」は川越土産の定番で徳川家に献上されていた。
- 芋納豆の「初雁糖」
- ニッキ風味の「こがね芋」
- 「川越いもシュー」
- 川越芋が入った落雁の「初雁城」
- 芋霰の「初雁霰」
- スイートポテトの「福亀」

など
各種詰め合わせの「小江戸日誌」や川越藩に献上した葵の御用箱入り「御用箱詰」などの贈答シリーズ。

## 店舗
- 川越市
  - 本店 (川越市の一番街にある本店は川越大火直後の1893年（明治26年）7月14日に建てられた豪壮な蔵造りで、店蔵と袖蔵を併せ持つ「袖蔵」形式の代表的な建築として知られる。隣接地に千本格子をはめ込んだ京風の茶店・「亀屋山崎茶店」、土蔵造りの「山崎美術館」、赤煉瓦塀、白漆喰仕上げの大蔵の「茶陶苑」など山崎家の歴史的建物が連なる。)
  - 元町店 （時の鐘そば）
  - 妙喜庵 （喜多院北参道）：毎年1月のみの期間限定店。それ以外の期間は日本茶・抹茶の専門メーカー「十吉」とコラボして、抹茶かき氷やどら焼きなどの販売を行う「龜屋十吉」として営業している。
  - 広栄店
  - 丸広川越店
  - アトレマルヒロ店
  - 本川越ぺぺ店
  - 工場売店（川越工業団地内）
  - kashichi (2019年一番街にオープンした新ブランド店。「和菓子をより身近なものに」をコンセプトにしている。店名の由来は当主が代々襲名する「嘉七」の名前からとられている)
- 埼玉県内
  - 大宮そごう店
  - 狭山 柏原店
  - 入間 丸広入間店